# Soulages-Bonneval
 Soulages-Bonneval  là một xã ở tỉnh Aveyron, thuộc vùng Occitanie ở miền nam nước Pháp.